# 华北水利委员会旧址
华北水利委员会旧址是原中华民国华北水利委员会在天津的旧址，坐落于天津市河北区自由道与民生路交口处西北角自由道24号（原天津意租界五马路（Via Conte Galeazzo Ciana）与乌第纳亲王道（Via Principe di Udine）交口处西北角五马路11号），该建筑目前为一般保护等级历史风貌建筑和天津市文物保护单位。该建筑目前为天津海河意式风情区艺术展览馆。

## 历史

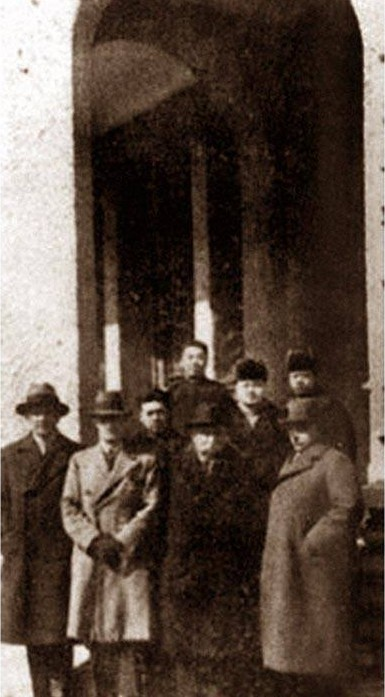
华北水利委员会负责人与外籍技师在华北水利委员会旧址门前留影

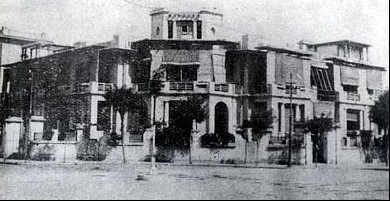
顺直水利委员会旧照

1918年3月20日，顺直水利委员会在天津意租界五马路11号成立，原北洋政府国务总理熊希龄任会长，曾任印度工务部长负责水文技术的英国人罗斯被聘为委员会技术部长。顺直水利委员会该会以整治当时直隶省的河道为主要任务还负责海河和黄河流域的水利行政，实施了一些建设和测量工程并于1925年编制了《顺直河道治本计划书》。顺直水利委员会成立之初就在华北海河流域的的唐官屯、塘沽、通县、献县、大清河新镇、德州以及黄河流域的陕县、泺口等地建立了水文站。1923年，顺直水利委员会引进国外技术建成了当时中国第一座大型钢筋混凝土水利枢纽工程—苏庄闸。1928年9月26日，当时的中华民国政府建设委员会接收顺直水利委员会并改组为华北水利委员会，最初由中华民国内务部管辖，由当时著名水利专家李仪祉任主席。1929年，华北水利委员会明确了以华北各河湖流域及沿海区域为管辖范围。1931年，华北水利委员会又归中华民国内政部管辖。此后又编制了海河流域首个河系规则《永定河治本计划》并在天津筹建了中国首个水工试验所—天津第一水工试验所。1931年，华北水利委员会在该会的院内首级台阶前设立大沽高程永久性水准基点。1945年，第二次世界大战结束后，华北水利委员会迁回天津并组建华北水利工程总局。1949年，中华人民共和国成立后，解放区的华北水利委员会进入天津与之合并。1978年，天津测绘部门将水准原点移建至宝坻县境内的岩基上，其大沽高程为6.226米。1979年，华北水利委员会改组为水利部海河水利委员会，后搬至河东区龙潭路15号。该建筑目前为天津海河意式风情区艺术展览馆，定期举行艺术展。

## 建筑
华北水利委员会旧址建筑面积为2000多平方公尺，是一座砖木混合结构二层楼房，楼内设有地下室，建筑外立面为清水墙面，顶部为平顶并设有凉亭。建筑首层主入口设在转角处，设有两根爱奥尼克柱式撑起的前廊厅。建筑二层外部设有阳台。2006年，天津市人民政府对华北水利委员会旧址进行整修。

## 内部链接
- 天津意式风情区
- 1939年天津水灾